# Wesley Bolin
Wesley Bolin (Butler, 1 de julho de 1909 - Phoenix, 4 de março de 1978) foi um político do Partido Democrata Americano que serviu como 15º governador do Arizona entre 1977 e 1978. Seus cinco meses no cargo marcam o mandato mais curto para qualquer governador do Arizona. Antes de ascender ao governo, Bolin foi o secretário de Estado do Arizona por mais tempo, servindo 28 anos de 1949 até que ele sucedeu ao governo em 1977, após a renúncia de seu antecessor.

## Vida
Harvey Wesley Bolin nasceu em uma fazenda perto de Butler, Missouri, filho de Doc Strother Bolin (1878–1946) e Margaret (Combs) Bolin (1885–1966). Sua família se mudou para o Arizona quando ele tinha seis anos, e Bolin foi criado e educado em Phoenix. Ele frequentou a Isaac Elementary School, graduou-se na Phoenix Union High School e frequentou o Phoenix College. Bolin tornou-se ativo no negócio de lavagem a seco e concluiu um LL.B. formado pela La Salle Extension University.
Ativo na política como um democrata, Bolin foi eleito policial do Distrito de West Phoenix em 1938.  De 1943 a 1948, ele foi o juiz de paz do Distrito de West Phoenix. Enquanto servia como juiz, Bolin foi um dos organizadores da Associação de Juízes da Paz e Constables do Arizona. 
Bolin serviu como secretário de estado do Arizona por um total de 28 anos, 9 meses, 18 dias (ou 10 518 dias) e continua sendo o secretário de estado mais antigo da história do Arizona. Ele foi eleito pela primeira vez para o segundo posto mais alto do estado em 1948 e foi reeleito a cada dois anos entre 1950 e 1968, quando os cargos executivos tinham mandatos de dois anos, e mais duas vezes em 1970 e 1974, quando termos começou. Apenas em suas últimas três corridas ele encontrou desafios significativos, culminando com ele quase perdendo sua décima terceira campanha em 1974.
Ele assumiu o cargo de governador em outubro de 1977, depois que o governador anterior, Raúl H. Castro, foi nomeado embaixador na Argentina pelo presidente Jimmy Carter. De acordo com a Constituição do Arizona, o secretário de estado, se ele ou ela foi eleito para esse cargo, é o primeiro na fila para preencher uma vaga no governo. Bolin foi o segundo secretário de estado a suceder ao governo do Arizona, depois de Dan Edward Garvey em 1948. Em 1977, a Ordem dos Advogados do Arizona concedeu a Bolin seu primeiro Prêmio Sino da Liberdade em reconhecimento por sua responsabilidade como guardião das leis.
Bolin morreu em casa de um ataque cardíaco em 4 de março de 1978. Ele foi cremado e suas cinzas foram espalhadas em vários locais, um em cada um dos 14 condados do Arizona.
Após a morte de Bolin, Bruce Babbitt assumiu o cargo de governador. Rose Mofford havia sido nomeada por Bolin para terminar seu mandato como secretário de Estado e era inelegível para sucedê-lo como governador porque não era uma autoridade eleita.  Babbitt, então atuando como procurador-geral do estado, era o segundo na linha e havia sido eleito. Ele terminou os nove meses restantes do mandato e foi eleito governador por dois mandatos.

O Wesley Bolin Memorial Plaza perto da capital em Phoenix , Arizona, foi batizado em sua homenagem e foi designado como Phoenix Point of Pride.